# 25 août 1923
Le samedi 25 août 1923 est le 237e jour de l'année 1923.

## Naissances
- Álvaro Mutis (mort le 22 septembre 2013), romancier colombien
- Allyre Sirois (mort le 8 septembre 2012), juge canadien
- Dorothy Dunnett (morte le 9 novembre 2001), écrivaine britannique
- Fernando Távora (mort le 3 septembre 2005), architecte portugais
- Gérard Guillaumat (mort le 4 avril 2015), acteur français
- Georges René Boos (mort le 25 septembre 2015), volontaire dans les troupes allemandes de la Seconde Guerre mondiale
- John Paisley (mort le 24 septembre 1978), membre de la CIA
- Joseph Beyrle (mort le 12 décembre 2004), militaire américain
- Josef Schagerl fils, sculpteur autrichien
- Kiraz, dessinateur de presse français
- Mac Hyman (mort le 17 juillet 1963), romancier américain
- Reima Pietilä (mort le 26 août 1993), architecte finnois

## Décès
- Louis Cordelet (né le 17 janvier 1834), personnalité politique française

## Événements
- Début de championnat d'Angleterre de football 1923-1924